# Stasimopus
Famille
Genre
Stasimopus est un genre d'araignées mygalomorphes, le seul de la famille des Stasimopidae.

## Distribution
Les espèces de ce genre se rencontrent en Afrique australe,,.

## Liste des espèces
Selon World Spider Catalog (version 24.5, 15/09/2023) :
- Stasimopus artifex Pocock, 1902
- Stasimopus astutus Pocock, 1902
- Stasimopus bimaculatus Purcell, 1903
- Stasimopus brevipalpis Purcell, 1903
- Stasimopus caffrus (C. L. Koch, 1842)
- Stasimopus castaneus Purcell, 1903
- Stasimopus coronatus Hewitt, 1915
- Stasimopus dreyeri Hewitt, 1915
- Stasimopus dylani Brandt, Sole & Lyle, 2023
- Stasimopus erythrognathus Purcell, 1903
- Stasimopus filmeri Engelbrecht & Prendini, 2012
- Stasimopus finni Brandt, Sole & Lyle, 2023
- Stasimopus fordi Hewitt, 1927
- Stasimopus gigas Hewitt, 1915
- Stasimopus griswoldi Engelbrecht & Prendini, 2012
- Stasimopus hamartia Brandt, Sole & Lyle, 2023
- Stasimopus hewitti Engelbrecht & Prendini, 2012
- Stasimopus ignis Brandt, Sole & Lyle, 2023
- Stasimopus insculptus Pocock, 1901
- Stasimopus karooensis Brandt, Sole & Lyle, 2023
- Stasimopus kentanicus Purcell, 1903
- Stasimopus kolbei Purcell, 1903
- Stasimopus leipoldti Purcell, 1902
- Stasimopus longipalpis Hewitt, 1917
- Stasimopus malesociatus Brandt, Sole & Lyle, 2023
- Stasimopus mandelai Hendrixson & Bond, 2004
- Stasimopus maraisi Hewitt, 1914
- Stasimopus meyeri (Karsch, 1879)
- Stasimopus minor Hewitt, 1915
- Stasimopus nanus Tucker, 1917
- Stasimopus nigellus Pocock, 1902
- Stasimopus obscurus Purcell, 1908
- Stasimopus oculatus Pocock, 1897
- Stasimopus palpiger Pocock, 1902
- Stasimopus patersonae Hewitt, 1913
- Stasimopus poweri Hewitt, 1915
- Stasimopus purcelli Tucker, 1917
- Stasimopus quadratimaculatus Purcell, 1903
- Stasimopus qumbu Hewitt, 1913
- Stasimopus robertsi Hewitt, 1910
- Stasimopus rufidens (Ausserer, 1871)
- Stasimopus schoenlandi Pocock, 1900
- Stasimopus schreineri Purcell, 1903
- Stasimopus schultzei Purcell, 1908
- Stasimopus spinipes Hewitt, 1917
- Stasimopus spinosus Hewitt, 1914
- Stasimopus steynsburgensis Hewitt, 1915
- Stasimopus suffuscus Hewitt, 1916
- Stasimopus teras Brandt, Sole & Lyle, 2023
- Stasimopus theaei Brandt, Sole & Lyle, 2023
- Stasimopus tysoni Hewitt, 1919
- Stasimopus umtaticus Purcell, 1903
- Stasimopus unispinosus Purcell, 1903
- Stasimopus venterstadensis Brandt, Sole & Lyle, 2023

## Systématique et taxinomie
Ce genre a été décrit par Simon en 1892 dans les Aviculariidae. Il est placé dans les Stasimopidae par Opatova, Hamilton, Hedin, Montes de Oca, Král et Bond en 2020.

## Publications originales
- Simon, 1892 : Histoire naturelle des araignées. Paris, vol. 1, p. 1-256 (texte intégral).
- Opatova, Hamilton, Hedin, Montes de Oca, Král & Bond, 2020 : « Phylogenetic systematics and evolution of the spider infraorder Mygalomorphae using genomic scale data. » Systematic Biology, vol. 69, no 4, p. 671-707.